# Pentax K100D

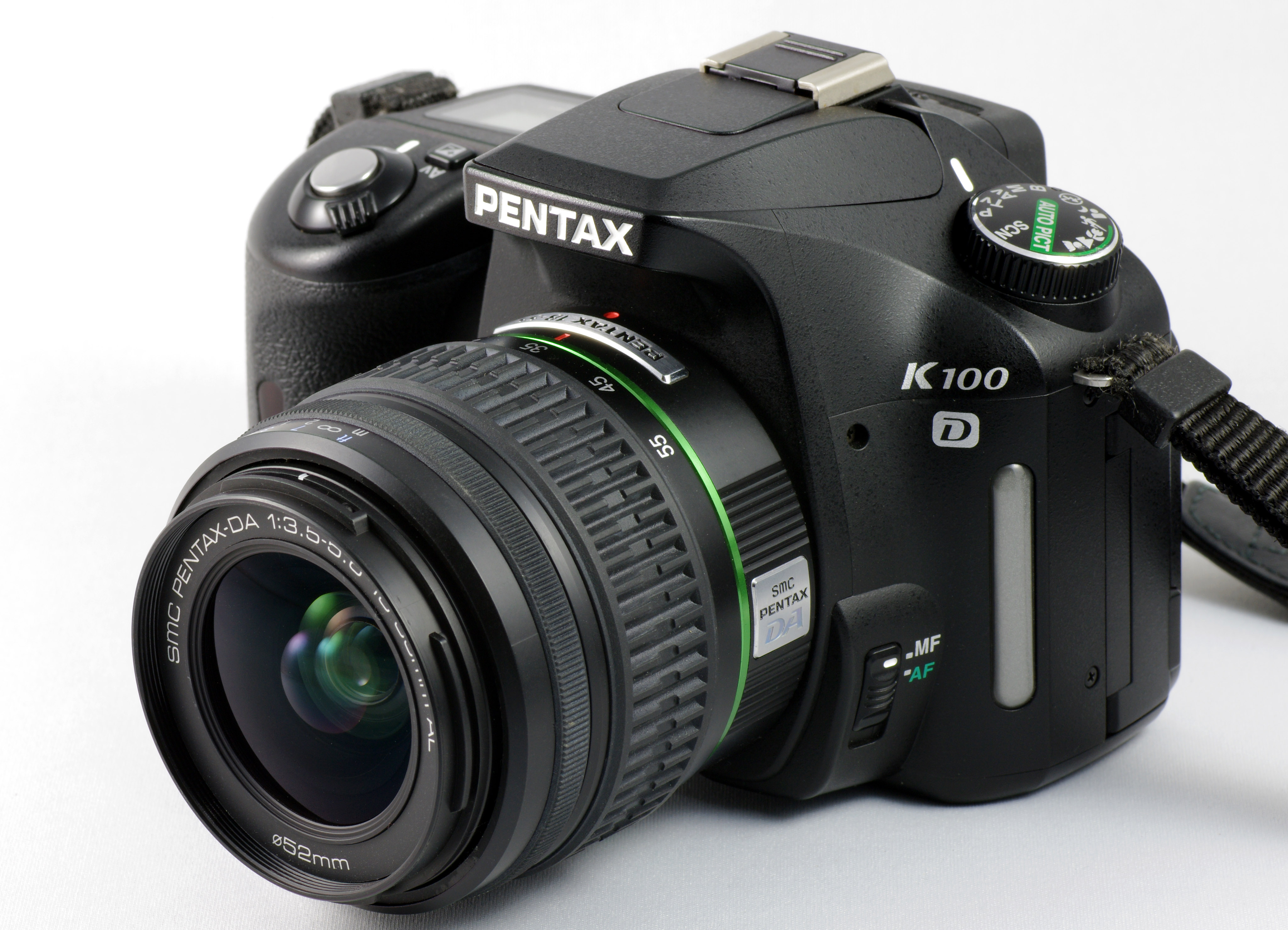
K100D, mit Kit-Objektiv

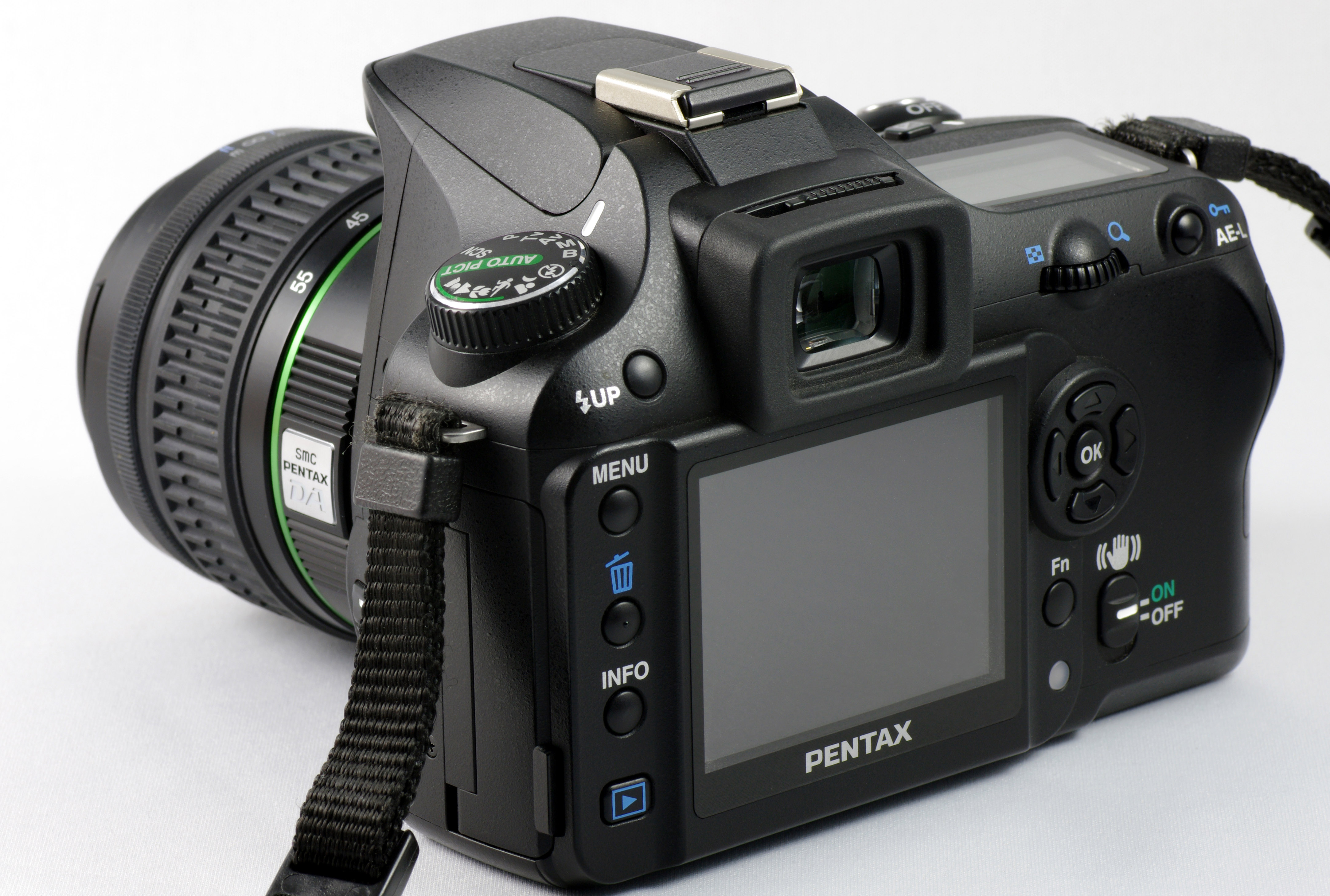
K100D, Rückseite

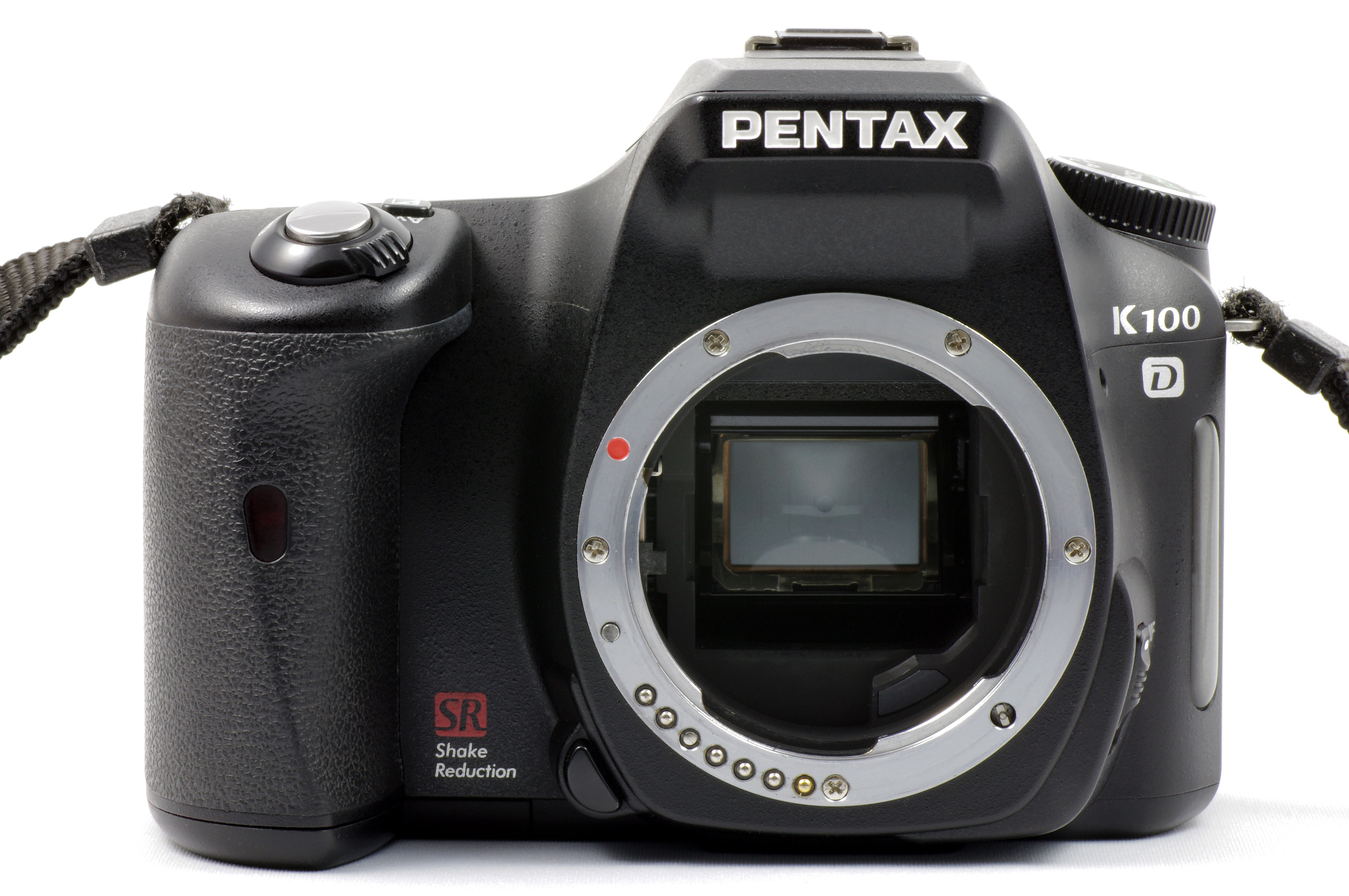
K100D, Body ohne Objektiv

Die Pentax K100D ist eine digitale Spiegelreflexkamera, die im August 2006 auf den deutschen Markt gekommen ist. Sie besitzt einen 6,31-Millionen-Pixel-CCD-Sensor, wobei die effektive Auflösung 6,1 Millionen Pixel beträgt.
Es kommt ein 11-Punkt-Autofokus-System (SAFOX VIII) zum Einsatz.
Von den digitalen Pentax-Vorgängermodellen unterscheidet sie sich im Wesentlichen durch das Bildstabilisierungs-System Shake Reduction. Der Bildsensor ist dabei beweglich gelagert und kann im Moment der Auslösung auftretende Kamerabewegungen ausgleichen. Da das System im Kameragehäuse integriert ist, ist es bis auf wenige Ausnahmen mit allen verfügbaren Objektiven einsetzbar. Als erstes Bildstabilisierungssystem kann es elektromagnetisch angetrieben nicht nur horizontale und vertikale Bewegungen ausgleichen, sondern auch Rotation um die Bildachse.
Als Sucher wird, wie mittlerweile bei vielen Einsteiger-DSLRs, ein Pentaspiegel verwendet. Seine Vergrößerung beträgt 0,85 bei einem 96-prozentigen Sichtfeld.
Zur Vorschau der aufgenommenen Bilder dient ein LC-Display mit 2,5″ und 210.000 Pixeln.
Die Verschlusszeiten reichen von 1/4000 bis 30 Sekunden und B (Bulb: der Verschluss bleibt so lange geöffnet, wie der Auslöser gedrückt wird). Die manuell und automatisch einstellbare Lichtempfindlichkeit reicht von ISO 200 bis zu ISO 3200. In Verbindung mit einem Selbstauslöser (2 Sekunden) ist eine Spiegelvorauslösung möglich. Auch ist eine Abblendmöglichkeit zur Schärfentiefen-Beurteilung vorhanden. Die Fernauslösung kann kabelgebunden oder über eine Infrarot-Fernbedienung erfolgen.
Das Gewicht der Kamera beträgt 560 g (ohne Batterien). Sie ist 129,5 mm breit, 92,5 mm hoch und 70 mm tief.
Durch das Pentax-KAF-Objektivbajonett können KAF2-, KAF- und KA-kompatible Objektive mit allen Belichtungsautomatiken verwendet werden. Ältere Objektive mit dem K-Bajonett und viele per Adapter angepasste M42-Objektive können mit Arbeitsblendenmessung eingesetzt werden.
Wie bereits die Pentax *ist DL und im Gegensatz zur Pentax *ist D und der Pentax *ist Ds unterstützen die K100D und spätere Modelle keine analog gesteuerten TTL-Blitzgeräte mehr.

## Pentax K110D

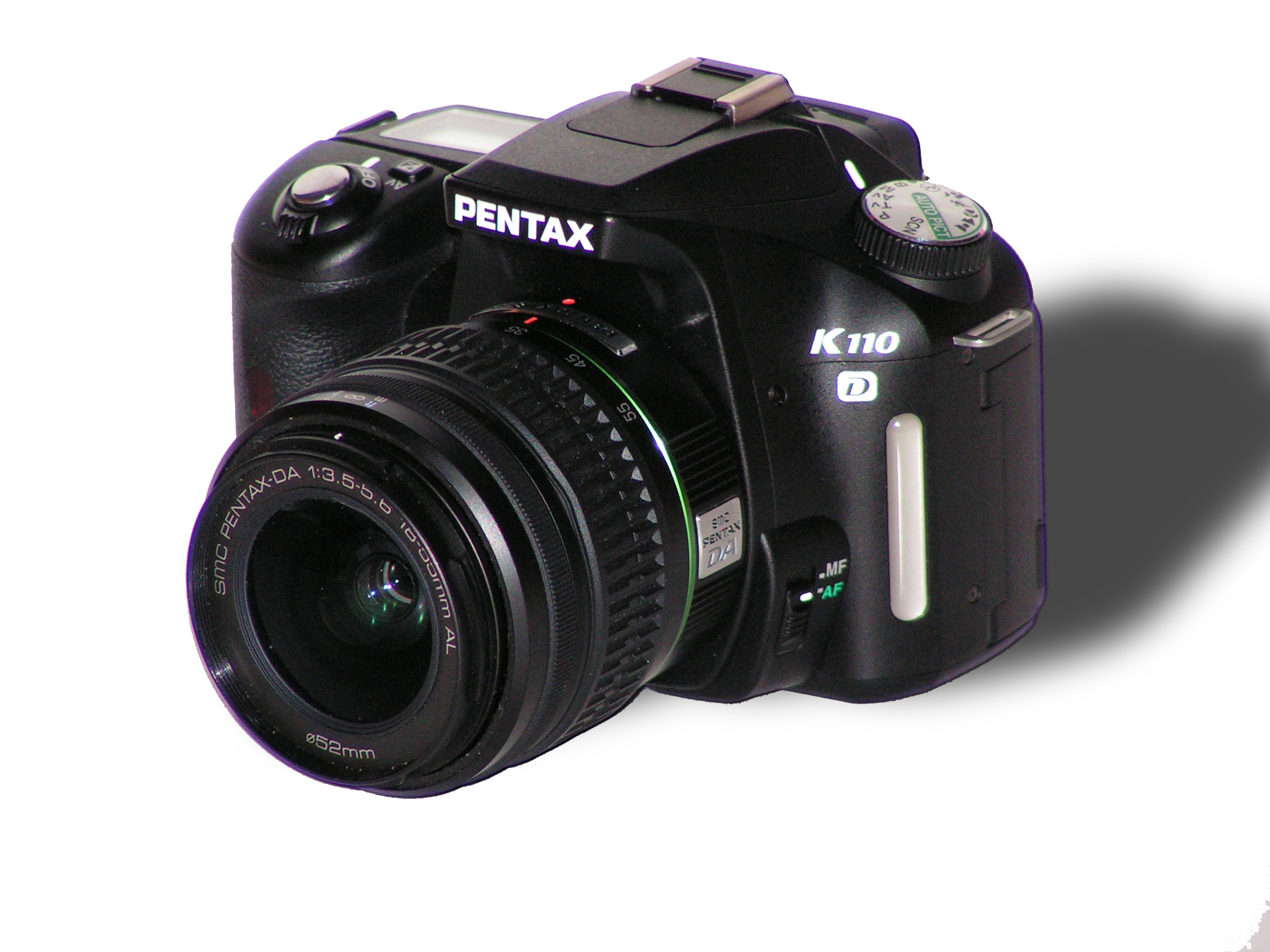
Pentax K110D

Das Schwestermodell K110D ist bis auf das fehlende Bildstabilisierungs-System und dem daraus resultierenden geringeren Stromverbrauch (angeblich bis zu 20 %) mit der K100D identisch.

## Pentax K100D Super
Die im Juni 2007 vorgestellte K100D Super ist weitgehend mit der K100D identisch, bietet aber zwei Neuerungen – zum Ersten eine Sensorreinigung (Dust Removal System) und zum Zweiten die Unterstützung des Ultraschall-Fokusmotors der SDM-Objektive von Pentax. Mit der K100D Super ist auch die uneingeschränkte Verwendung von Objektiven mit dem sogenannten KAF3-Bajonett möglich, die einen integrierten Autofokusmotor aufweisen, jedoch nicht mehr per Kameramotor scharfgestellt werden können.